# K-mix 2
إن K-mix 2 هو طعام ذي طاقة عالية يستخدم لعلاج سوء التغذية الحاد. تم تطويره من قبل اليونيسيف ردًا على ما حدث في الحرب الأهلية النيجيرية. وتم استخدامه على نطاق واسع في المجاعات في الهند وأفريقيا. هو عبارة عن خليط جاف من: 3 أجزاء من كالسيوم الكالسينيت، 5 أجزاء من الحليب المجفف منزوع الدسم، 10 أجزاء من السكر. عند التحضير، يخلط 100 جم من K-mix 2 مع 60 جم من الزيت مع 1 لتر من الماء. وبالرغم من ذلك فأن له فاعلية عالية في علاج الأطفال غير القادرين على إطعام أنفسهم. إن تكلفته العالية تحول دون استخدامه إلا في الحالات الطارئة. وبعد معالجة سوء التغذية الحاد، يتم استخدام الأطعمة الأخرى بدلًا من ذلك.